# Bingöl Dağı
Bingöl Dağı (auch: Bingöl Dağları oder Bingöl-Gebirge – „Gebirge der Tausend Seen“) ist der Name einer Gebirgskette, die sich vom Süden Erzurums durch den Norden von Muş bis nach Bingöl erstreckt. 
Das Plateau ist vulkanischen Ursprungs. Es bildet das Quellgebiet des Aras.
Das Gebirge befindet sich am Westrand des Armenischen Hochlands an der Nahtstelle zu den Dersim-Bergen des Inneren Taurus.
Die größte Erhebung erreicht eine Höhe von 3250 m (nach anderen Quellen 3189 m).
Heinrich Kiepert gab in seinem Werk Formae orbis antiqui eine Höhe von 3690 m und Blanchard von 2977 m an. Die Dağkale Tepesi in Erzurum erreicht eine Höhe von 3193 m. 
Es gibt viele ureiszeitliche Seen.
Nach Süden hin fällt das Gebirge zum Bingöl-Becken, das vom Murat durchflossen wird, ab. Das Bingöl-Gebirge ist von Strauchvegetation bedeckt.
In der klassischen Geographie trägt die Gebirgskette den Namen Abos Mons oder Albus Mons. Armenische Legenden machten das Massiv zum irdischen Paradies. Das Massiv erhielt den Namen im Jahr 1945, obschon bereits Tavernier den Namen auch verwendete.